# Щеголиха (Вологодская область)
Щеголиха — деревня в Вожегодском районе Вологодской области.
Входит в состав Тигинского сельского поселения, с точки зрения административно-территориального деления — в Тигинский сельсовет.
Расстояние по автодороге до районного центра Вожеги — 22 км, до центра муниципального образования Гридино — 2 км. Ближайшие населённые пункты — Коневка, Савинская, Малая, Пожар, Петровка, Левинская, Осподаревская, Гридино, Степаниха.
По переписи 2002 года население — 32 человека (15 мужчин, 17 женщин). Всё население — русские.